# Éverard t'Serclaes
Pour les articles homonymes, voir t'Serclaes.
Éverard t'Serclaes, seigneur de Wambeek, Bodeghem et de Ternat, né vers 1320 et mort à Bruxelles le 31 mars 1388, est un échevin de Bruxelles. Il est entré dans l’histoire de sa ville en contribuant de façon décisive à sa libération lors de la guerre de succession du duché de Brabant le 24 octobre 1356. Éverard t'Serclaes était membre des Lignages de Bruxelles, grandes familles qui dirigèrent Bruxelles au Moyen Âge. 

## Libération de Bruxelles en 1356
Bruxelles était occupée par le comte de Flandre, à la suite du siège du 17 août 1356. Dans la nuit du 24 octobre 1356, Éverard t'Serclaes escalada les murs de la ville à la tête de patriotes bruxellois et permit aux troupes de Jeanne de Brabant de reprendre la ville.

## Activité politique
Éverard t'Serclaes sera 5 fois échevin de la ville de Bruxelles, en 1365, 1372, 1377, 1382 et 1387.

## Domaines
En 1380, Éverard t'Serclaes achète la seigneurie de Cruykenbourg à Jean, sire de Wesemael ; celle-ci inclut les villages Ternat, Wambeek et Lombeek-Sainte-Catherine. Le 9 mai 1381, il acquiert la seigneurie de Sirenbeke (à Schepdael).

## Opposition à Sweder d'Abcoude

### Le différend
Sweder d'Abcoude, seigneur de Gaasbeek, est un puissant vassal des environs de Bruxelles. Toujours avide d'agrandir ses terres, il propose des fonds à la duchesse de Brabant, en difficulté financière, en échange de droits sur de nouveaux territoires ; entre 1386 et 1391, il étend ainsi son pouvoir sur Kessel, Tilbourg, Goirle, Drunen, Groot-Zundert, Klein-Zundert, Princenhage, Sprundel, Nispen, Helmond et Gestel.
Mais quand Sweder d'Abcoude s'apprête à mettre ainsi la main sur Rhode, les magistrats bruxellois, menés par Éverard t'Serclaes, s'opposent. D'une part, l'échange menace les intérêts économiques et fiscaux présent de la ville car, contrairement aux autres territoires concédés, la mairie de Rhode comprenant 29 villages fait partie du Quartier de Bruxelles. D'autre part, Bruxelles qui cherche aussi à étendre son influence s'inquiète de la soudaine proximité d'un seigneur aussi puissant et intéressé. Par ailleurs - ou surtout ? - t'Serclaes, lui-même seigneur de larges territoires et dont les terres jouxtent déjà celles de Sweder d'Abcoude, s'inquiète de la puissance accrue de son imposant voisin.
Se voyant reprocher de ne pas respecter la Joyeuse Entrée, chèrement défendue, qui garantissait l'indivisibilité du duché, Jeanne de Brabant cède aux récriminations bruxelloises.

### L'agression

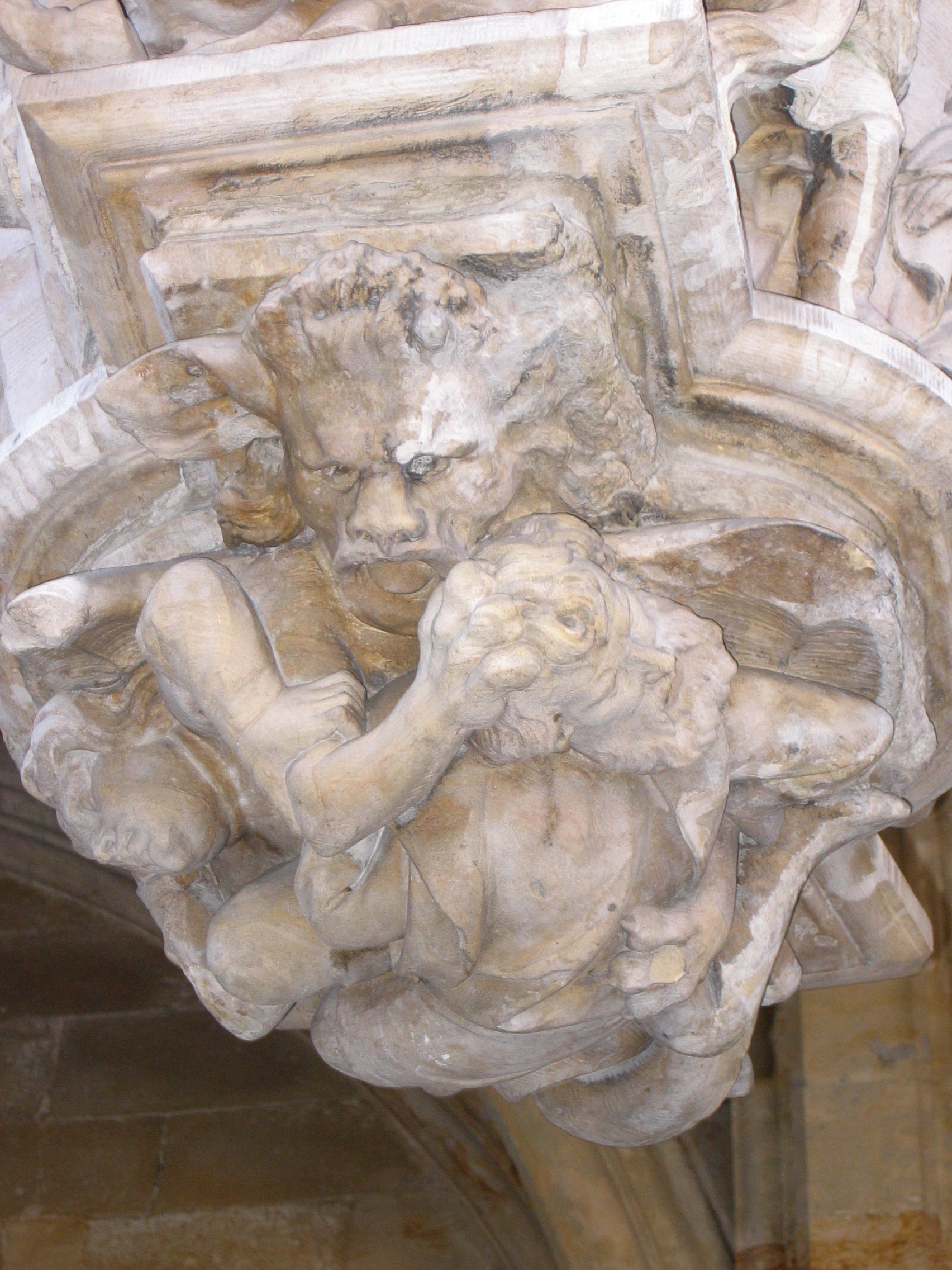
Cul-de-lampe de l'hôtel de ville : le diable emportant l'âme du seigneur de Gaesbeek

En représailles, Éverard t'Serclaes fut agressé à Lennik le 26 mars 1388, par Guillaume de Gaesbeek (fils naturel de Sweder) et Melys Uten Enghe, bailli de Gaesbeek.
Il est ramené à Bruxelles par Jean de Stalle (doyen de Hal) et Jean Cooreman (son clerc) où Jeanne de Brabant vient encore à son chevet. Albert Dithmar déclara les blessures incurables, et Éverard t'Serclaes décéda le 31 mars 1388. Il fut enterré sur ses terres à Ternat.
Le cul-de-lampe - ci-contre - de l'aile gauche de l'Hôtel de ville de Bruxelles, représente le Diable emportant l'âme du seigneur de Gaesbeek et rappelle cet assassinat.

## Famille
Un aperçu de la famille d'Éverard t'Serclaes permet d'en percevoir l'attachement à la cour de Brabant.
Éverard était le fils d'Éverard t'Serclaes (père) et de Barbe Van Ursel.
Son frère, Jean t'Serclaes, chanoine de Saint-Gudule, évêque et ipso facto comte de Cambrai de 1378 à 1389. 
Jean t'Serclaes, neveu d'Éverard, le remplaça à sa charge d'échevin de Bruxelles. Il prêta serment le 4 avril 1388, durant le siège même du château de Gaasbeek.
Éverard t'Serclaes était marié en premières noces à Beatrix van Eessene, dont il eut 5 enfants.
- Éverard qui fut maître d'hôtel et favori du duc Jean IV de Brabant ; il fut décapité à Bruxelles par le peuple en 1421[4].
- Wenceslas qui mourut en 1422 en allant combattre en Bohême les partisans de Jean Huss.
- Laurette mariée au seigneur d'Assche ; Jean IV de Brabant la nomma dame d'honneur de son épouse Jacqueline de Bavière.
- Jean
- Jeanne

Devenu veuf, il épousa Élisabeth Van der Meeren.
Les t'Serclaes sont au nombre des Lignages de Bruxelles - établis en 1375.
Éverard est l'ancêtre de Jean t'Serclaes, comte de Tilly, commandant en chef des armées de la Ligue catholique et du Saint-Empire romain pendant la première partie de la guerre de Trente Ans ; d'Émile de t'Serclaes de Wommersom, diplomate et acteur de la révolution belge de 1830 ; et de Nathalie de T' Serclaes, femme politique bruxelloise.

## Monument
Un monument à Éverard t'Serclaes sculpté par Julien Dillens est installé rue Charles Buls, près de la Grand-Place de Bruxelles.